# Autobus de Genève
Les autobus de Genève constituent un des trois réseaux de transport en commun de la ville de Genève et de son Canton en Suisse, et qui s'étend au-delà des frontières nationales, jusque dans les départements français de l'Ain et de la Haute-Savoie. Il est mis en service en 1928 sur le réseau de la Compagnie genevoise des tramways électriques (CGTE), remplacée par les Transports publics genevois (TPG) en 1977. Le réseau compte, en 2023, 59 lignes exploitées par 422 autobus, la moitié appartenant aux TPG et le reste aux sous-traitants, pour une longueur totale de 363,480 km.

## Histoire

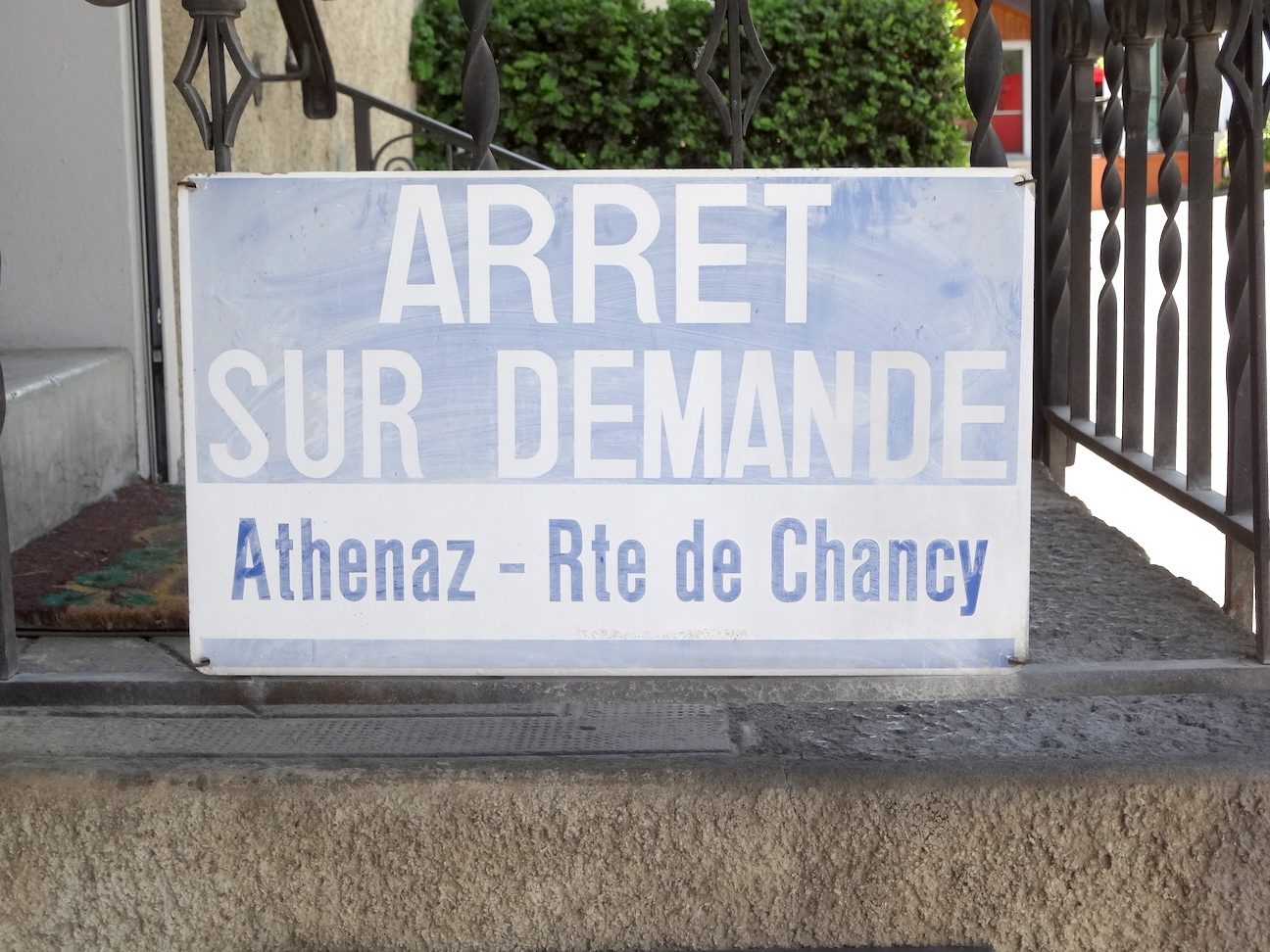
Ancienne plaque d'arrêt de bus, datant possiblement des années 1960.

Dans les années 1920, la CGTE décide de fermer certaines lignes de tramway jugées déficitaires. Si en 1925 la ligne de Versoix disparaît au profit de la ligne CFF voisine, une clause présente dans une convention signée entre la CGTE et l'État en 1926 ou 1927 prévoit de remplacer les services de tramway ruraux déficitaires par des autobus.
En 1928, la CGTE reprend la ligne Genève-Gy de la société Tinguely, qui devient la ligne 21, puis en 1930 cette ligne est prolongée à Veigy et la ligne 22 (Rive - Jussy) fait son apparition.
Les années 1930 voient les finances de la CGTE s'améliorer l'incitant à reprendre l'exploitation de certaines lignes de tramway tout en développant les autobus, avec la création de la ligne Cornavin - Palais des Nations en 1936 puis en 1938 avec le remplacement des tramways par des autobus sur les lignes Cornavin – Ferney, Rive – Choulex, Bernex – Chancy et Carouge – Saint-Julien.
Le 1er janvier 1938, les lignes de bus sont ré-indicées avec des lettres afin de les distinguer des lignes de tramway :
- ligne A : Molard ↔ Veigy (anciennement ligne 21) ;
- ligne B : Rive ↔ Chevrier ;
- ligne C : Rive ↔ Jussy (anciennement ligne 22) ;
- ligne D : Quai de la Poste ↔ Saint-Julien ;
- ligne E : Quai de la Poste ↔ Chancy ;
- ligne F : Cornavin ↔ Ferney-Voltaire.

Le développement des bus incite la CGTE à créer une filiale dédiée, la Compagnie genevoise des autobus (CGA), mais la Seconde Guerre mondiale ralentit le développement et avec les restrictions certaines lignes sont à nouveau exploitées en tramway.
Le réseau de bus reprend son développement après guerre, en parallèle de celui de trolleybus, d'abord pour continuer le remplacement des tramways puis pour suivre l'urbanisation et la création des grands ensembles tels Le Lignon ou la Cité-Nouvelle d'Onex. Contrairement aux anciennes lignes rurales, ré-indicées avec des lettres, les lignes urbaines conservent les numéros des anciennes lignes de tramway, ce système de numérotation est toujours en vigueur depuis cette période.
En 1970, le réseau genevois est le premier de Suisse à être équipé de couloirs bus, après une première demande au gouvernement fédéral en 1967 et refusée 18 mois plus tard, puis consentie à titre expérimental.
En avril 2017, le réseau se dote de quatre lignes « accélérées » aux heures de pointe, avec un nombre d'arrêts réduit et des trajets parfois différents de leurs homologues classiques.
Le 27 août 2018 voit l'apparition de deux lignes transfrontalières, les lignes 62 et 63, dont l'objectif est de renforcer la desserte en transport en commun du sud du canton et de désengorger les petites douanes du secteur.
Le 15 décembre 2019, avec la mise en service intégrale du Léman Express et de la ligne 17 du tramway de Genève, le réseau de bus connaît une restructuration majeure avec la création de nouvelles lignes et diverses modifications de parcours.

## Le réseau

### Lignes de journée
Le réseau comprend soixante-cinq lignes exploitées pour la plupart par la régie de droit cantonal Transports publics genevois (TPG), s'étendant sur 363,480 km à travers Genève, son canton, la commune vaudoise de Chavannes-des-Bois et une partie des départements français de l'Ain et de la Haute-Savoie. Il est exploité à l'aide des 231 véhicules des TPG, plus ceux des sous-traitants, qui ont assuré 87,267 millions de voyages en 2019 (hors services spéciaux, Noctambus inclus).
Dans le cadre d'une loi de 1995, la part des activités que les TPG peuvent sous-traiter ne doit pas excéder 10 % des dépenses totales de la régie, les TPG sous-traitent ainsi les lignes rurales essentiellement. Les lignes transfrontalières placées sous la gestion d'un Groupement local de coopération transfrontalière (GLCT), organisme binational ayant un budget de fonctionnement distinct, ne sont pas concernées.

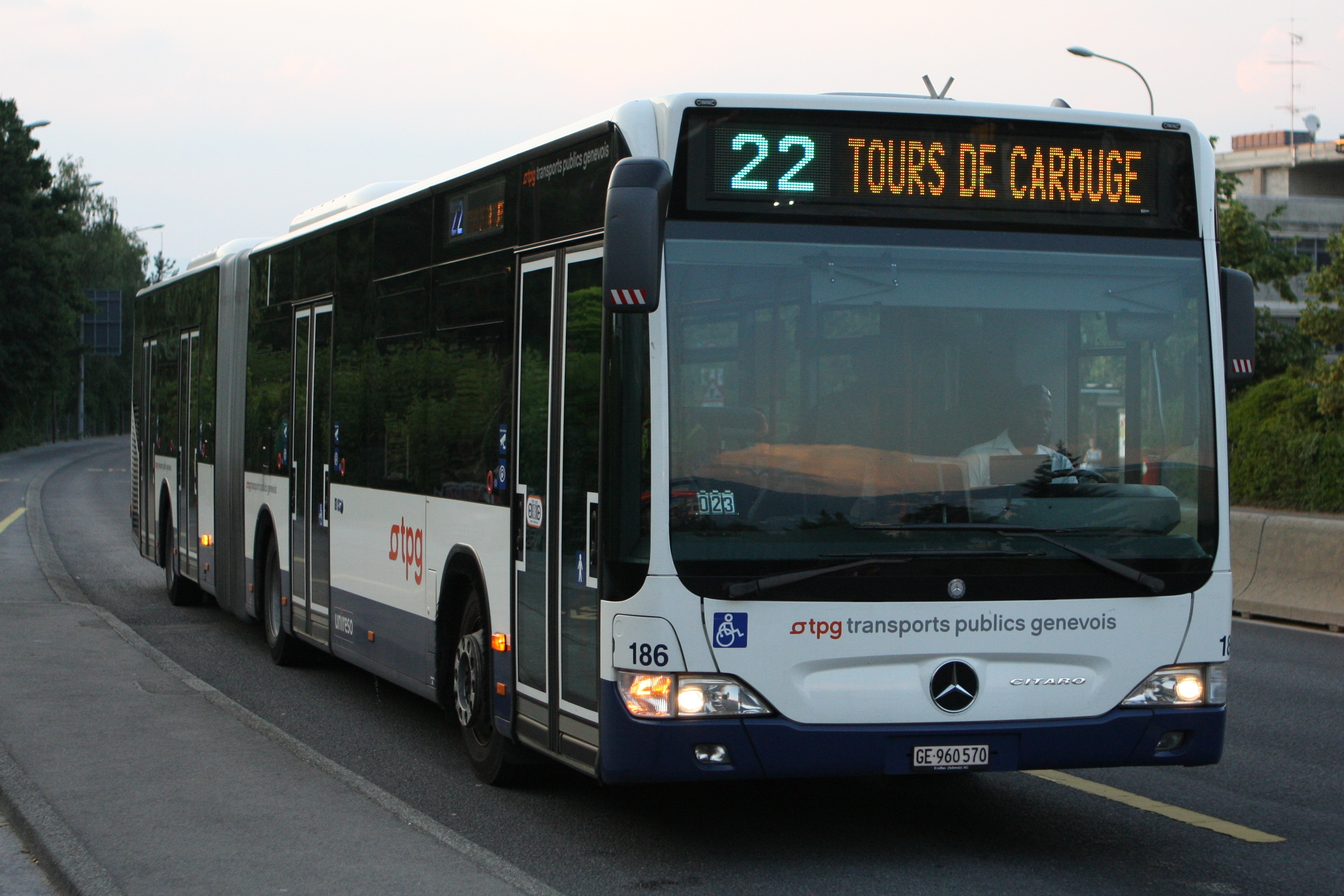
Mercedes-Benz Citaro G sur la ligne 22.
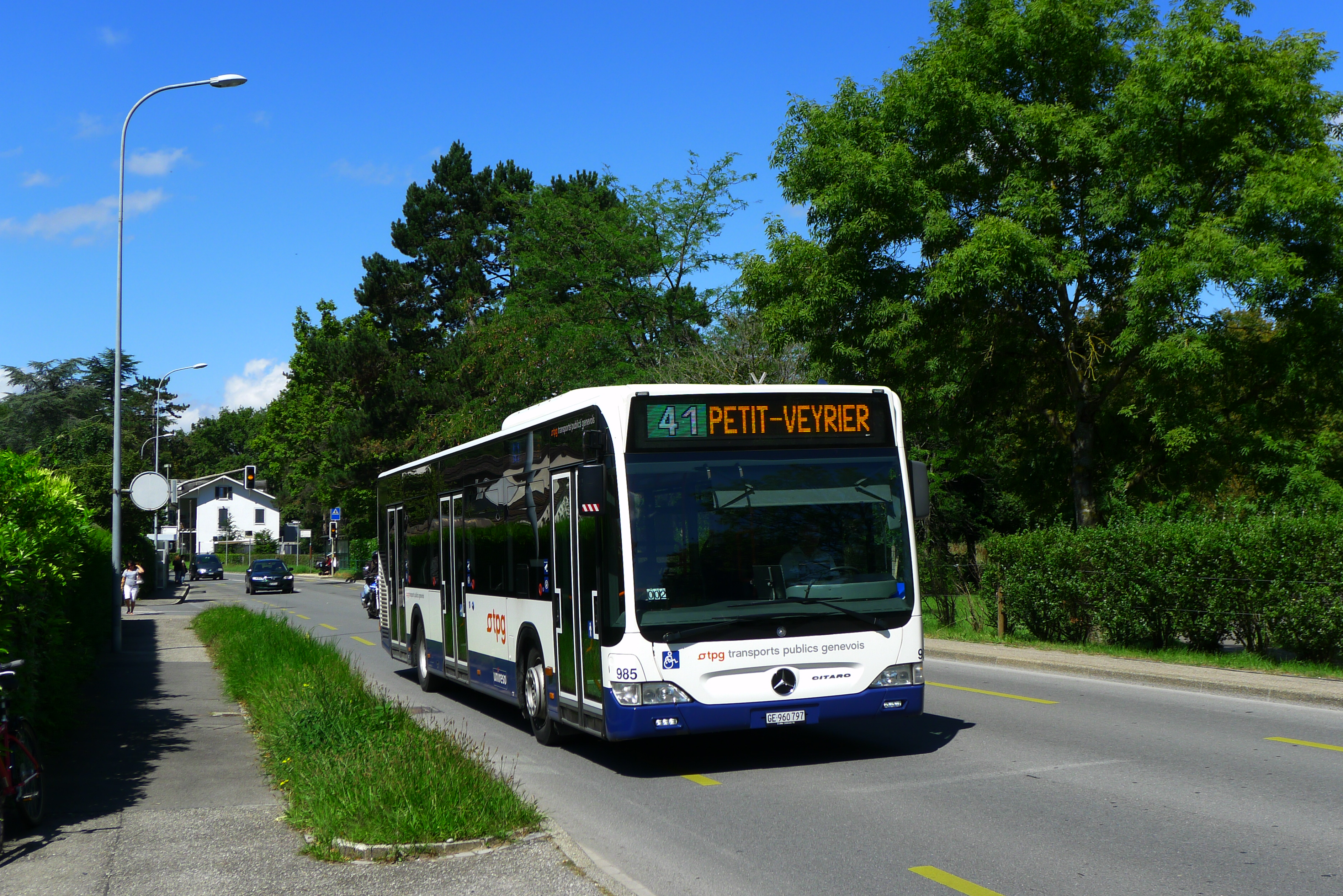
Mercedes-Benz Citaro sur la ligne 41 vers Veyrier.
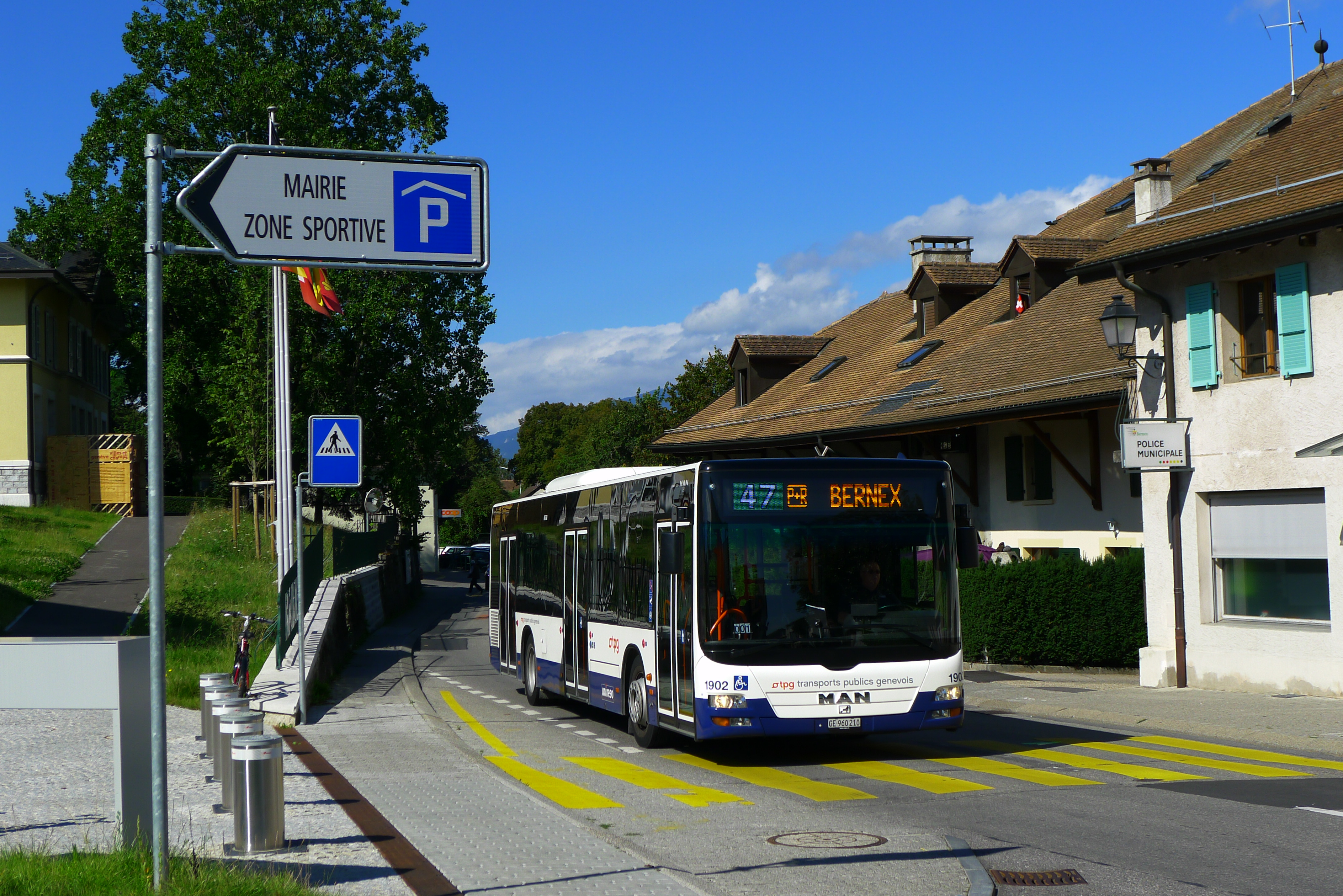
MAN Lion's City de Globe Limousines sur la ligne 47 à Bernex.
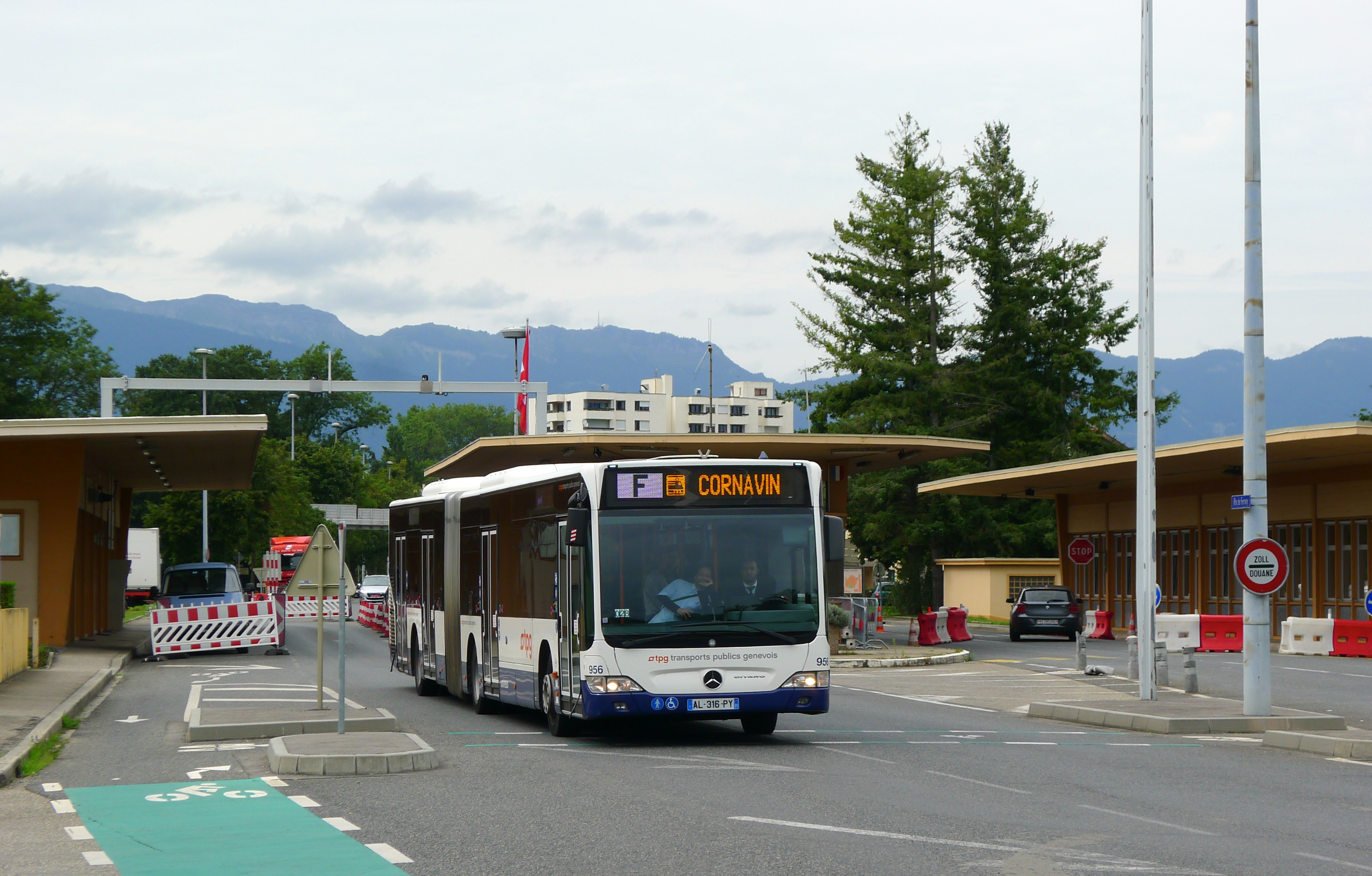
Mercedes-Benz Citaro G de la ligne F (actuelle ligne 60) passant la douane de Ferney-Voltaire pour rentrer en Suisse.
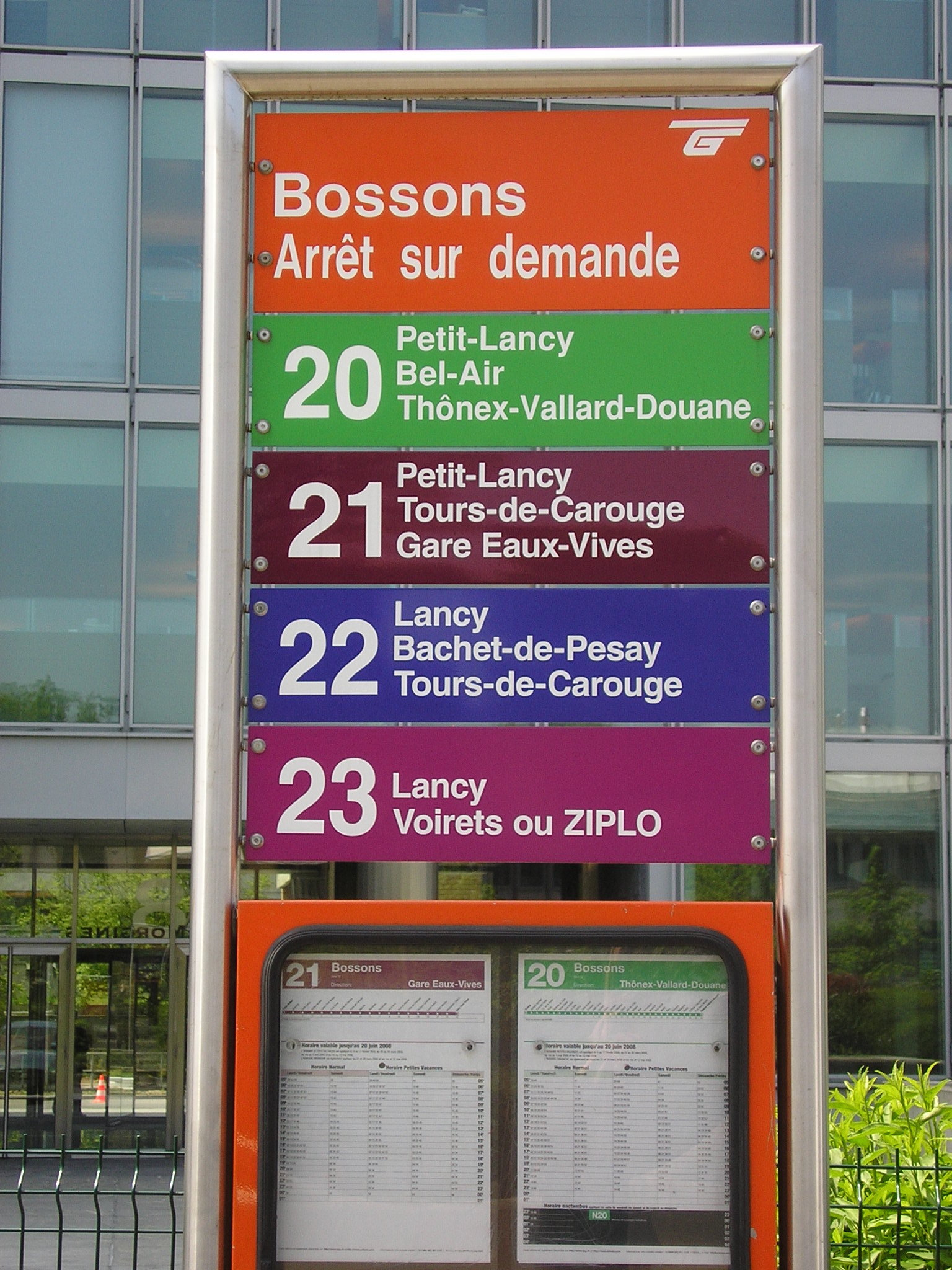
L'arrêt Bossons sur la route du Pont-Butin, desservi en 2008 par les lignes 20 à 23. Arrêt équipé de l'ancienne charte graphique aujourd'hui disparue.

### Transport à la demande
Lointain successeur des services Proxibus et Télébus supprimés en décembre 2016, le service tpgFlex mis en service le 12 décembre 2021 dans la région de la Champagne dessert Aire-la-Ville, Avully, Avusy, Bernex, Cartigny, Chancy, Laconnex, Soral, Viry, la gare de La Plaine et les stations Bernex, Vailly de la ligne 14 et Plan-les-Ouates, ZIPLO de la ligne 15.
Le 10 décembre 2023, le service est étendu au secteur « Seymaz – Voirons » afin de desservir les communes d'Annemasse, Collonge-Bellerive, Choulex, Gy, Jussy, Machilly, Meinier, Presinge, Puplinge, Saint-Cergues, Thônex et Vandœuvres,.
Depuis 5 mai 2025, tpgFlex couvre également le secteur « Lac – Rive gauche », qui comprend les communes d'Anières, Chens-sur-Léman, Choulex, Collonge-Bellerive, Cologny, Corsier, Genève, Gy, Hermance, Meinier, Presinge, Thônex, Vandœuvres et Veigy-Foncenex.

### Aérobus
Les TPG assurent l'exploitation, à compter du 9 décembre 2018, d'un ensemble de six lignes nommées « Aérobus » fonctionnant le matin avant 6 h destiné à transporter les voyageurs se rendant à l'aéroport international de Genève ; financées par ce dernier, l'accès s'effectue sur simple présentation du billet d'avion.
Jusqu'en 2018, ce service créé en 2004 était réservé aux seuls personnels de l'aéroport et les trajets des lignes restent toutefois basés sur leurs lieux de résidence.

### Réseau nocturne
En fin de semaine, durant les nuits du vendredi au samedi et du samedi au dimanche, une trentaine de lignes régulières de jour assurent un service nocturne. Certaines d'entre elles circulent toutefois sur un parcours réduit.
Le réseau nocturne a été mis en place en remplacement du service Noctambus, dont l’exploitation a cessé le 10 décembre 2023.

### Aménagement des arrêts

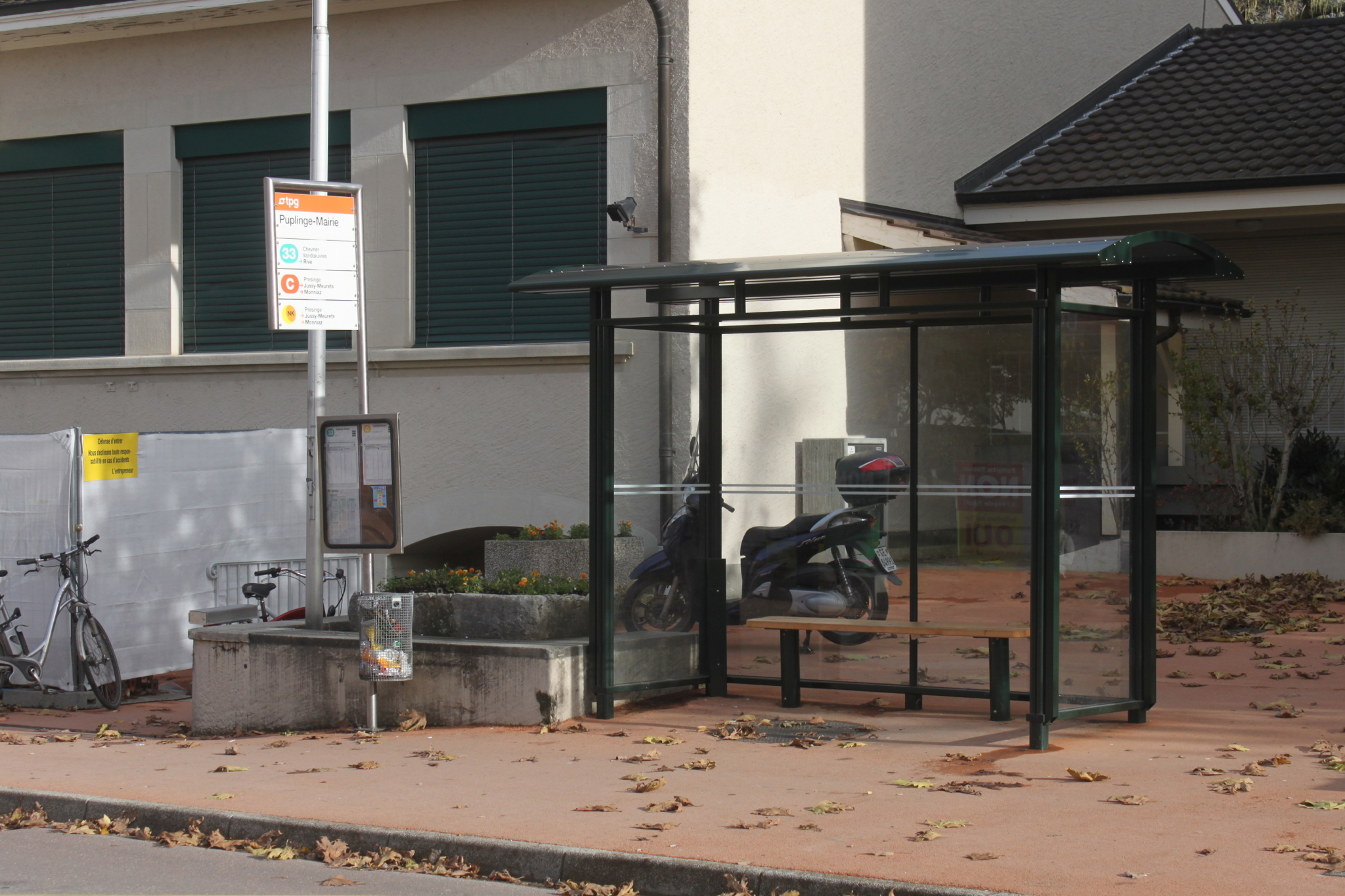
L'arrêt de bus Puplinge, mairie, équipé d'un abri et d'un totem ancien modèle.

L'aménagement des arrêts de bus et de trolleybus présente des similitudes avec ceux des stations de tramway, outre le fait que bus et trams peuvent s'arrêter sur les mêmes quais.
Les stations sont équipées, en termes de mobilier, d'au minimum d'un totem (type A ou C). Les arrêts les plus importants se voient doter en plus d'au moins un distributeur automatique de titres de transport (DATT) et d'une borne d'information aux voyageurs en temps réel (type B ou sur mât, parfois d'une borne électronique à écran couleur). Si la place le permet, l'arrêt est équipé d'un ou plusieurs abris, ces derniers sont gérés par les communes et diffèrent donc d'une commune à l'autre.
Selon les arrêts, on retrouve trois types de totem, plus l'ancien modèle qui subsiste sur de nombreux arrêts. Le totem indique le nom de l'arrêt, les lignes le desservant, les horaires et les plans du réseau et des informations complémentaires le cas échéant. Le type A est présent aux arrêts desservis par plus de trois lignes, il peut y en avoir plusieurs s'il y a plus de six lignes, le type B est une variante intégrant uniquement la borne d'information en temps réel et un plan de la ville et implanté exclusivement sur la ville de Genève, en dehors la borne est installée sur un simple mât, en complément du totem type A ou C. Le troisième modèle, le type C, est installé aux arrêts desservis par une à trois lignes.
Tous les arrêts de bus et de trolleybus sont desservis uniquement si un voyageur souhaite monter ou descendre depuis le 10 décembre 2017 ; auparavant, les arrêts situés en ville étaient desservis de façon obligatoire, au contraire de ceux de la campagne genevoise, mais ce système a été abandonné afin d'améliorer la vitesse commerciale des lignes,.

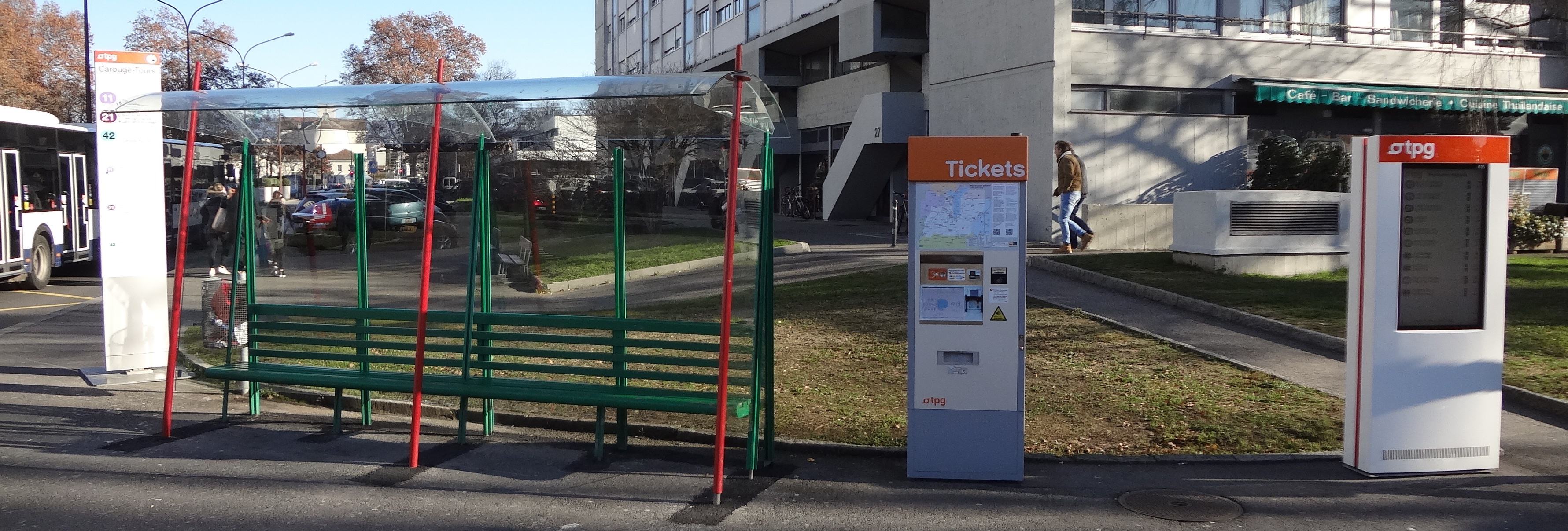
L'arrêt Carouge, Tours avec un totem type A, un abri, un DATT et une borne électronique annonçant les prochains départs
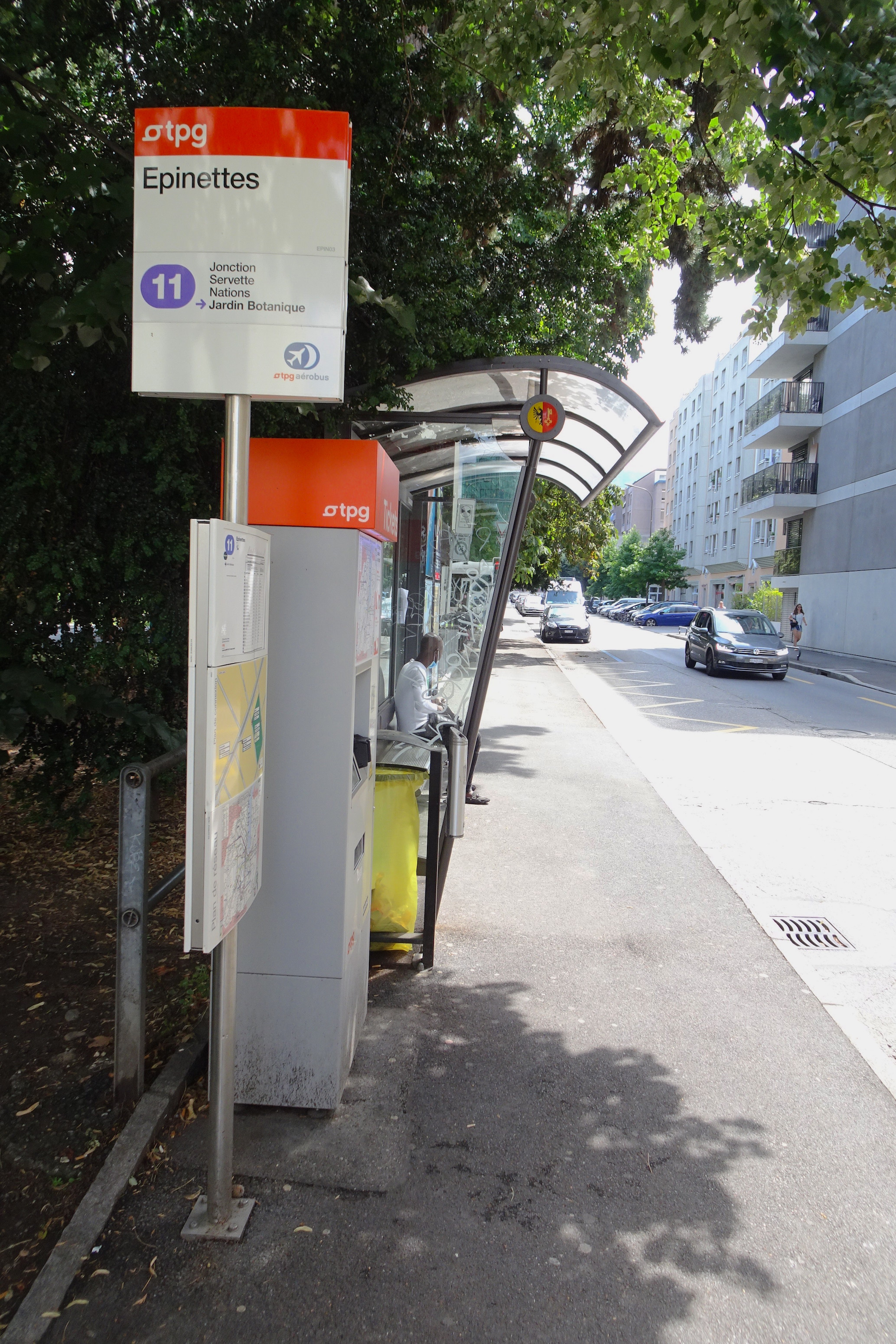
L'arrêt Epinettes, équipé d'un totem type C, d'un abri et d'un DATT
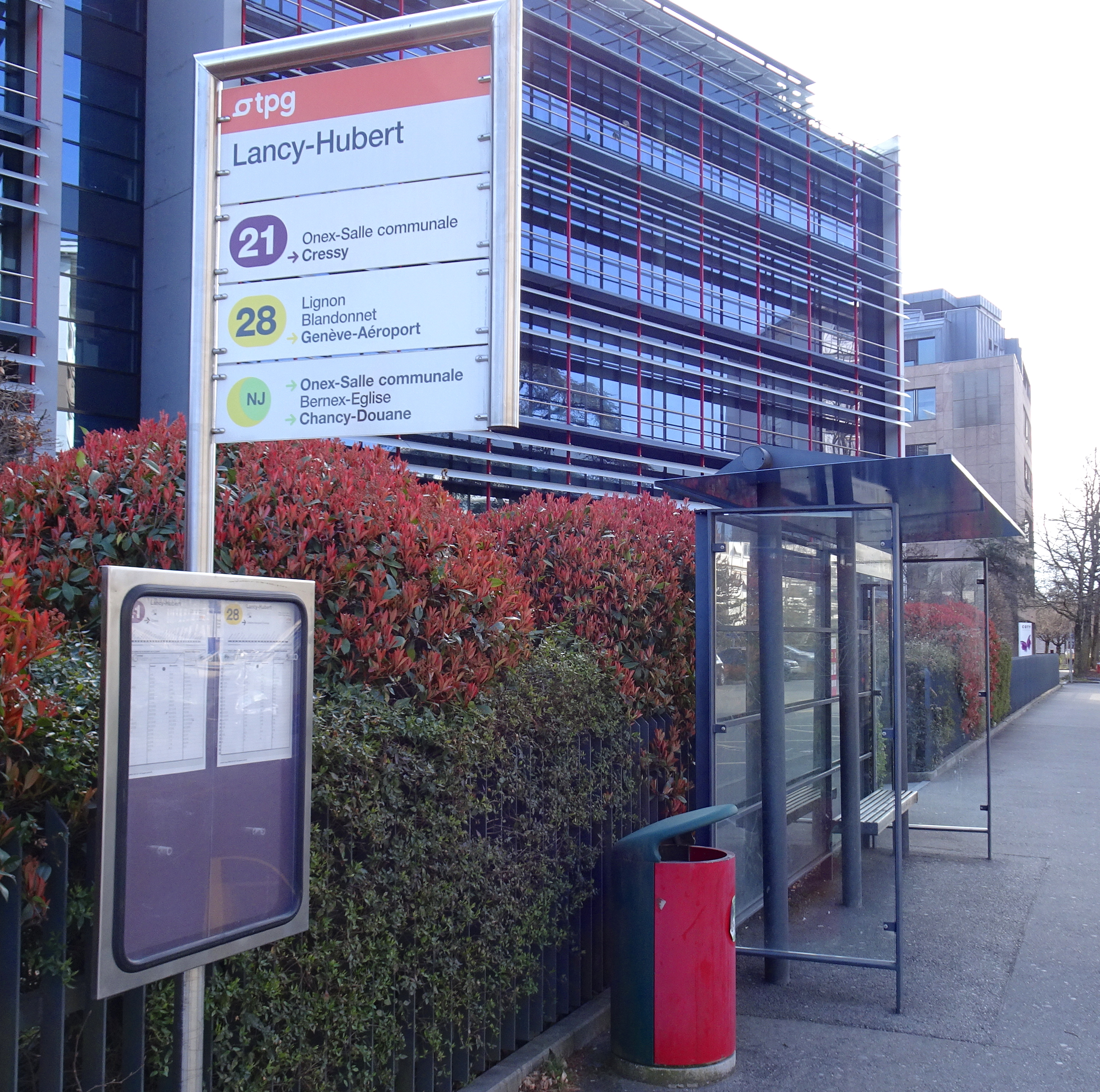
L'arrêt Lancy-Hubert, équipé d'un totem ancien modèle, d'un abri et d'un DATT
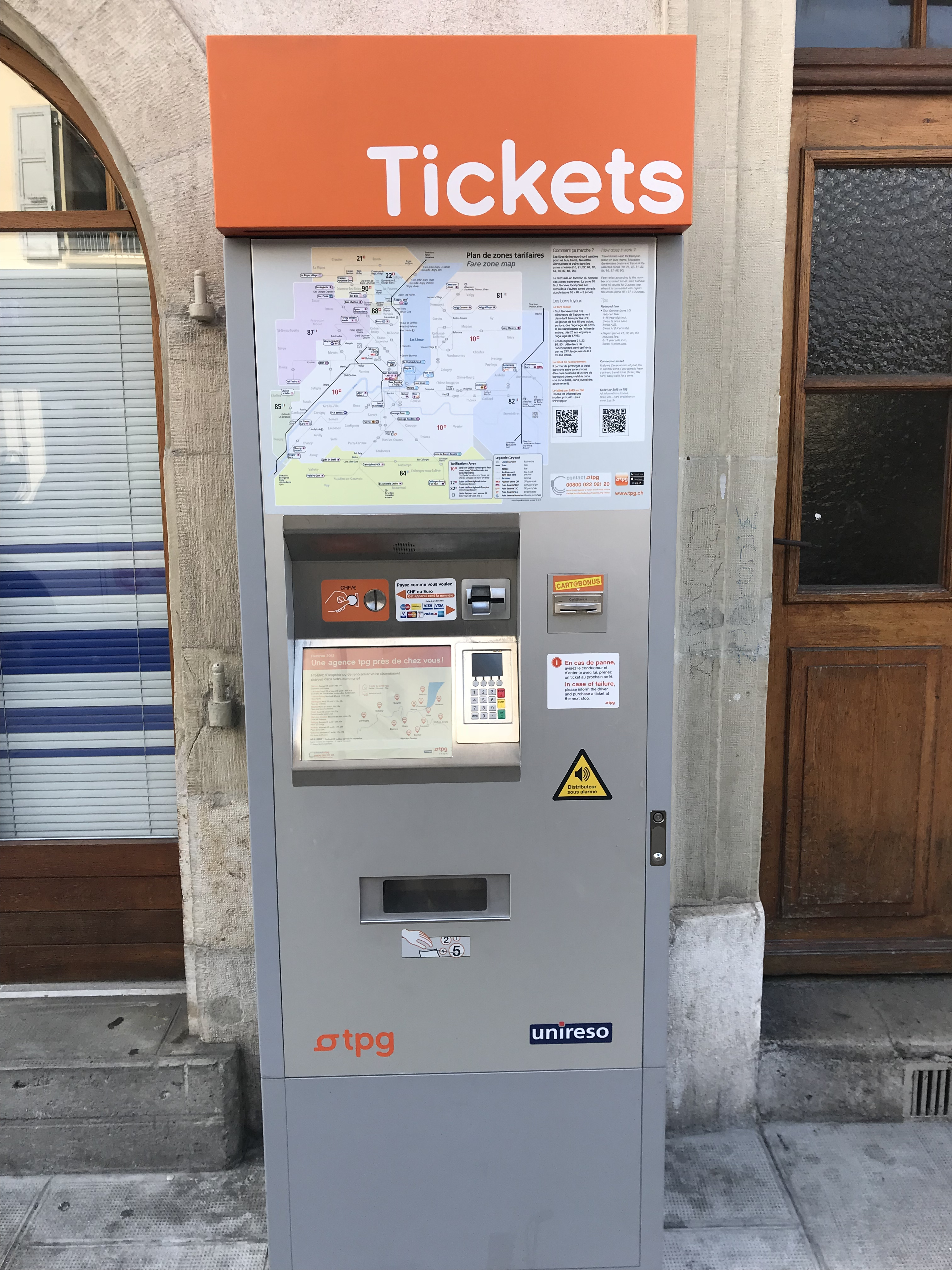
Un DATT
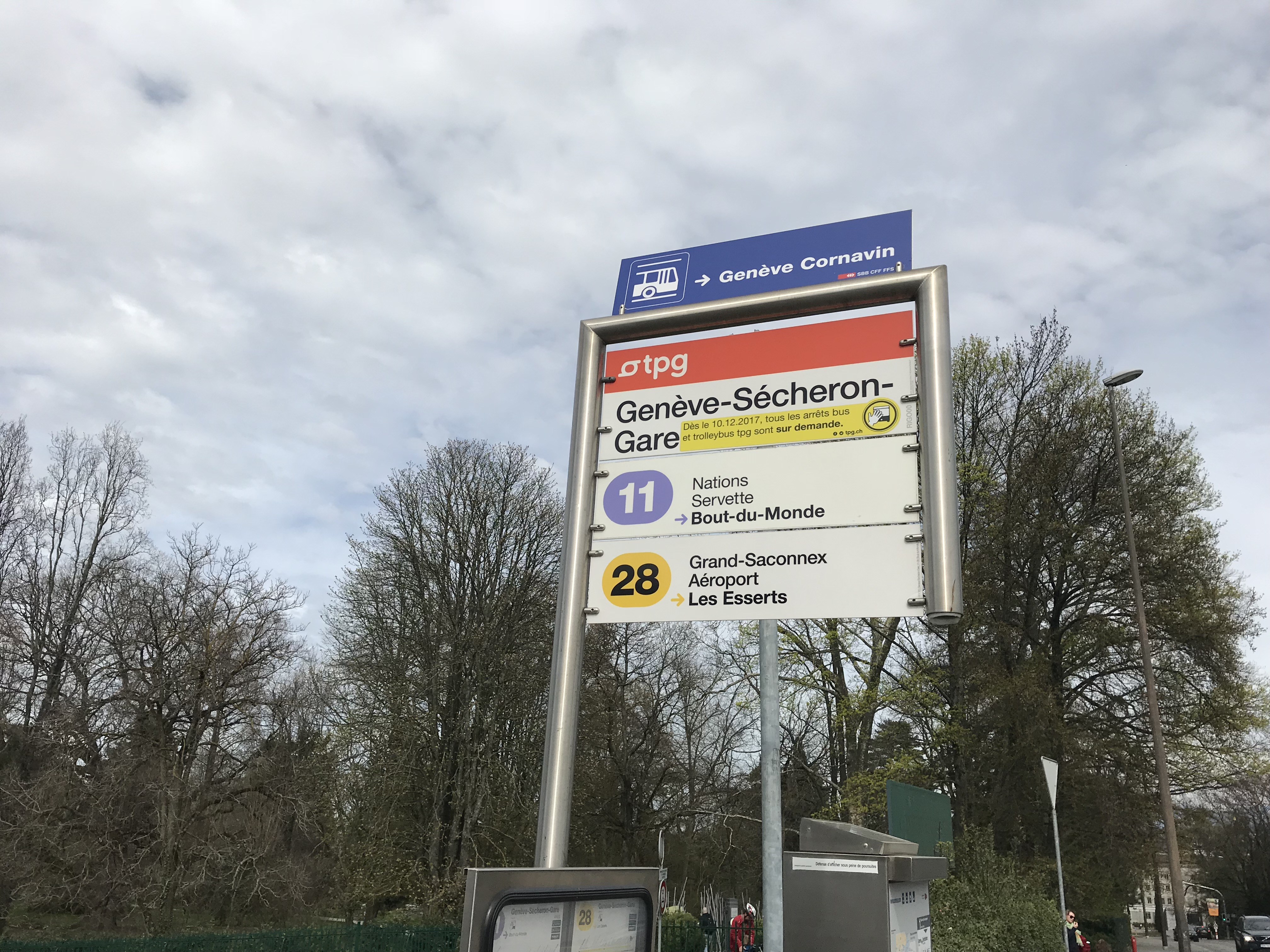
Détail de la tête d'un totem ancien modèle
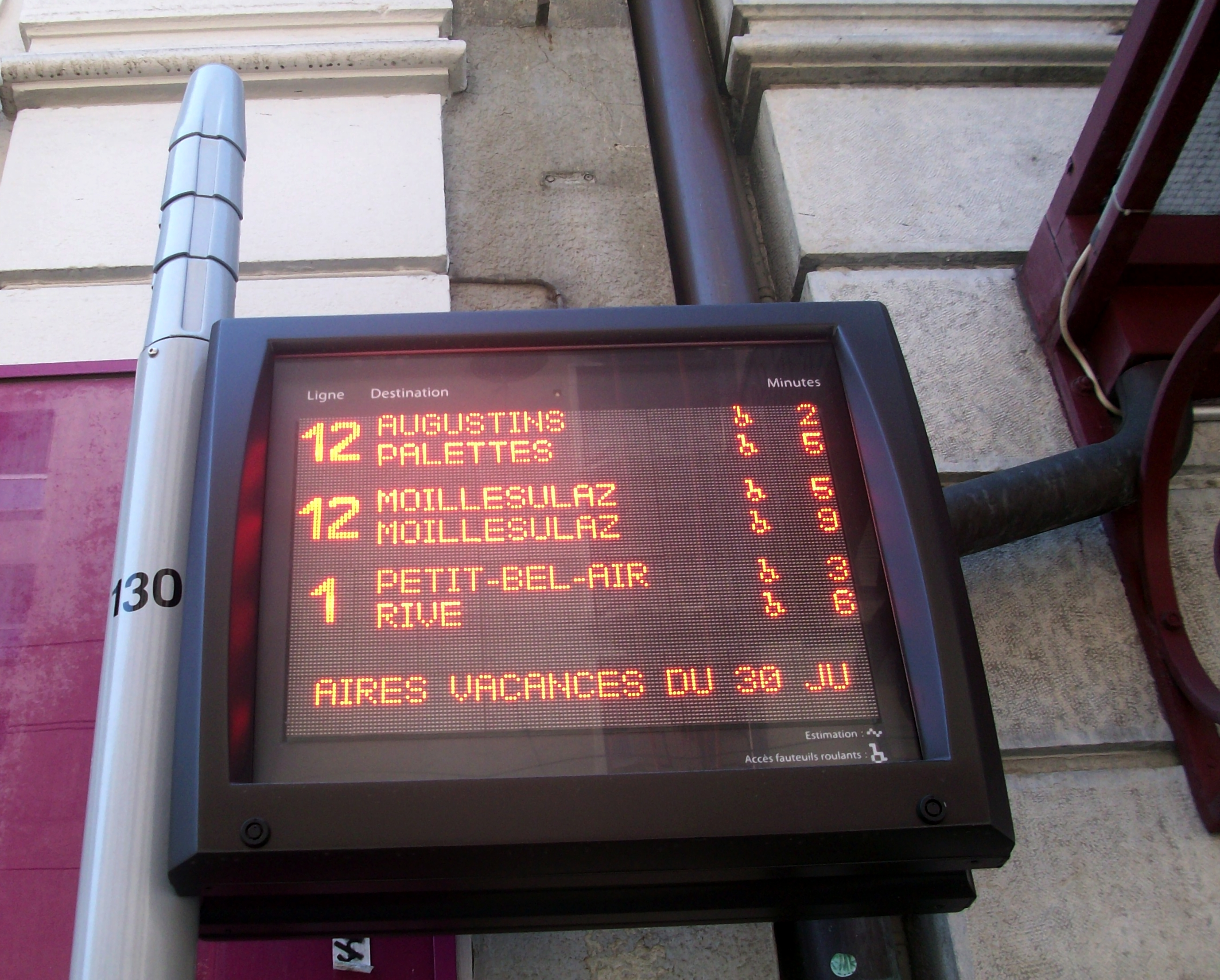
Une borne d'information sur mât
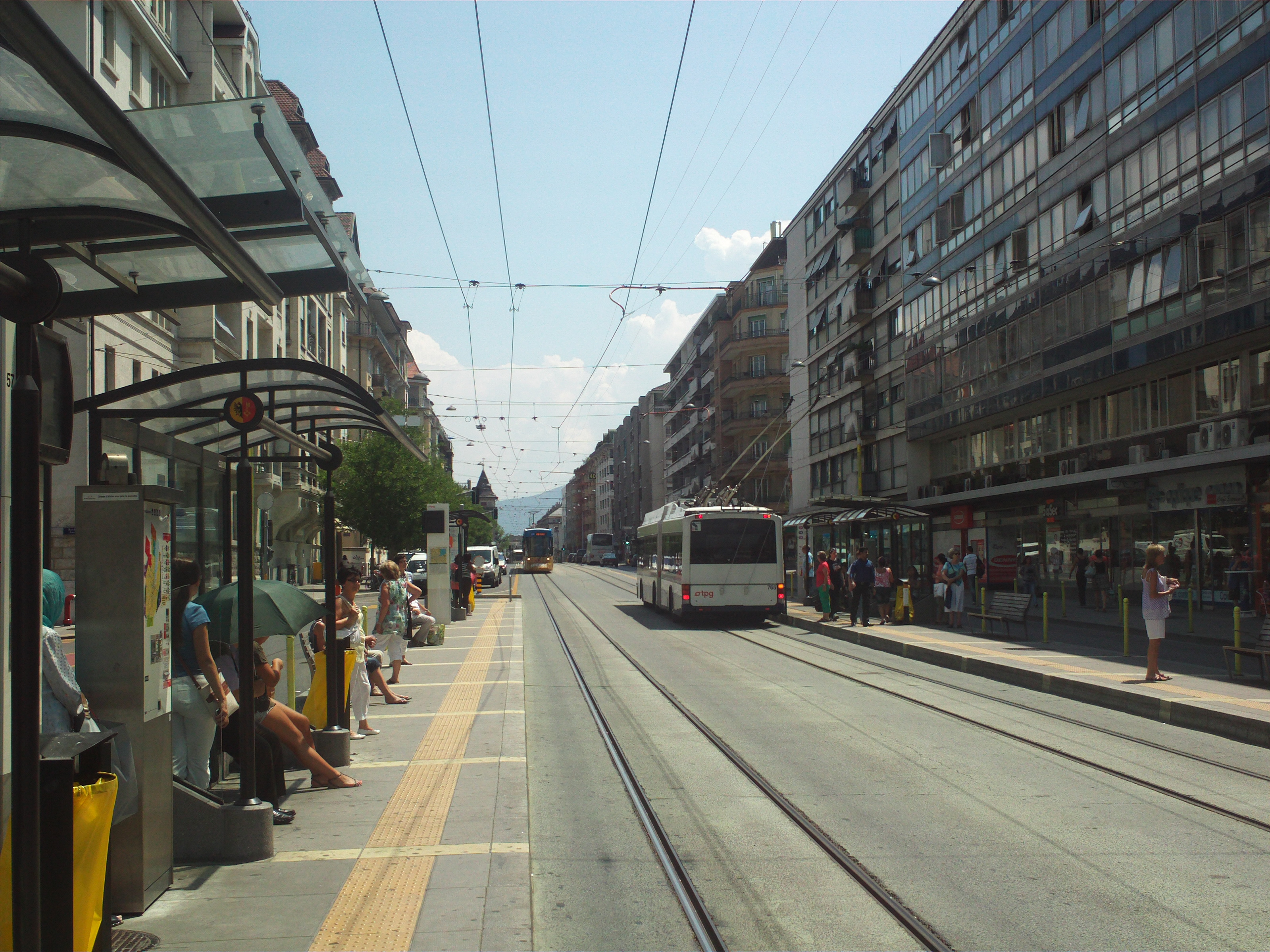
Tramways, trolleybus et autobus peuvent partager les mêmes quais

### Voies réservées
Plusieurs voies réservées aux autobus existent à Genève, dont une dite « dynamique », expérimentée pour un an depuis le 10 avril 2017 sur la route de Chancy à Bernex, configurée en 2x2 voies : entre 7 et 9 h du matin, la voie de gauche est réservée aux autobus, taxis et motos afin d'éviter que les bus empruntant cet axe se retrouvent bloqués dans la circulation, l'axe est congestionné à ces heures, et gagner deux minutes de temps de trajet. Une signalisation adaptée annonce ce dispositif.

### Matériel roulant

#### En service
Au 1er janvier 2024, le réseau d'autobus genevois compte 462 autobus dont 238 autobus pour les TPG et 224 autobus pour l'ensemble des sous-traitants.

##### TPG
| Modèle            | Constructeur(s) | Type     | Nombre | Numéros de parc                                                          | Norme Euro | Mise en service     | Remarques | Image |
| ----------------- | --------------- | -------- | ------ | ------------------------------------------------------------------------ | ---------- | ------------------- | --- | ----- |
| Citaro Facelift   | Mercedes-Benz   | Standard | 38     | 511-526, 528-545 (Série 50) 546-549                                      | Euro 5/EEV | 2008-2010-2011      | - Le numéro 527 a été déclassé suite à une corrosion. - Série 535-541 utilisée comme véhicules école. - Série 546-549 rachetée à Genève-Tours en 2020. |       |
| Citaro C2         | Mercedes-Benz   | Standard | 10     | 1973-1981, 1983                                                          | Euro 6     | 2017                | Série rachetée à Globe en 2024 |       |
| Citaro G Facelift | Mercedes-Benz   | Articulé | 189    | 106-198 (Série 59) 1101-1116-1118-1187 (Série 501) 1188-1197 (Série 502) | Euro 5/EEV | 2008-2009-2011-2013 | Le no 1117 a été revendu en 2013 après avoir été impliqué dans un accident.                                                                            |       |
| Autonom Shuttle   | Navya           | Minibus  | 4      | 1400-1403 (Série 201)                                                    | Électrique | 2017-2019           | Navettes autonomes, sans conducteur, en test depuis décembre 2017.                                                                                     |       |
| LighTram 19 TOSA  | Hess/Kiepe      | Articulé | 12     | 1271-1282(Série 505)                                                     | Électrique | 2017-2018           | Le 1397 était le prototype de 2013. |       |
| LighTram 19 TOSA  | Hess            | Articulé | 1      | 4201                                                                     | Électrique | 2025                | Véhicule en test ; mise en service sur la ligne 5 en décembre 2025.                                                                                    |       |

##### Sous-traitants
Globe Limousines
| Modèle            | Constructeur(s) | Type     | Nombre | Numéros de parc                            | Norme Euro | Mise en service        | Remarques                                 | Image |
| ----------------- | --------------- | -------- | ------ | ------------------------------------------ | ---------- | ---------------------- | ----------------------------------------- | ----- |
| Sprinter City 35  | Mercedes-Benz   | Minibus  | 7      | 914-916, 1965, 1970-1972                   | Euro 5/6   | 2011, 2013, 2016, 2017 |                                           |       |
| Citaro G C2       | Mercedes-Benz   | Articulé | 4      | 1963-1964, 1967-1968                       | Euro 6     | 2016                   |                                           |       |
| Citaro C2         | Mercedes-Benz   | Standard | 1      | 1966                                       | Euro 6     | 2016                   |                                           |       |
| Citaro C2 Hybrid  | Mercedes-Benz   | Standard | 10     | 2000-2002, 2050-2051, 2083-2084, 2086-2088 | Euro 6     | 2018, 2019, 2021, 2022 |                                           |       |
| eCitaro           | Mercedes-Benz   | Standard | 18     | 2132-2139, 2143-2152                       | Électrique | 2024                   |                                           |       |
| eAtak             | Karsan          | Minibus  | 21     | 2170-2190                                  | Électrique | 2024, 2025             |                                           |       |
| Sprinter City 65  | Mercedes-Benz   | Minibus  | 7      | 2003-2004, 2006-2010                       | Euro 6     | 2014                   |                                           |       |
| Sprinter City 75  | Mercedes-Benz   | Minibus  | 10     | 2045-2049, 2056-2058, 2081-2082            | Euro 6     | 2019, 2020, 2021       |                                           |       |
| Novus Cityline LW | Altas Auto      | Minibus  | 11     | 2159-2160, 2166-2169, 2191-2194, 2225      | Électrique | 2023, 2024, 2025       | Minibus électriques sur châssis Sprinter. |       |

Genève-Tours
| Modèle             | Constructeur(s) | Type     | Nombre | Numéros de parc                 | Norme Euro | Mise en service  | Remarques                                                       | Image |
| ------------------ | --------------- | -------- | ------ | ------------------------------- | ---------- | ---------------- | --------------------------------------------------------------- | ----- |
| Citaro G Facelift  | Mercedes-Benz   | Articulé | 6      | 929, 1925-1926, 2140-2142       | Euro 5     | 2011, 2012, 2022 |                                                                 |       |
| Citaro Facelift    | Mercedes-Benz   | Standard | 8      | 943-944, 982-983, 1912-1915     | Euro 5     | 2011             | Véhicules nos 943-944 et 1912-1915 rachetés à RATP Dev en 2023. |       |
| Citaro G C2        | Mercedes-Benz   | Articulé | 3      | 1939, 2011-2012                 | Euro 6     | 2014, 2018       |                                                                 |       |
| Citaro C2          | Mercedes-Benz   | Standard | 1      | 1969                            | Euro 6     | 2017             |                                                                 |       |
| Citaro G C2 Hybrid | Mercedes-Benz   | Articulé | 5      | 2052-2053, 2095, 2157-2158      | Euro 6     | 2019, 2022, 2023 |                                                                 |       |
| Citaro C2 Hybrid   | Mercedes-Benz   | Standard | 8      | 2054-2055, 2064-2065, 2153-2156 | Euro 6     | 2019, 2020, 2023 |                                                                 |       |
| ie tram 12         | Irizar          | Standard | 8      | 2104-2111                       | Électrique | 2024, 2025       |                                                                 |       |
| Sprinter City 45   | Mercedes-Benz   | Minibus  | 1      | 2247                            | Euro 6     | 2025             |                                                                 |       |
| Sprinter City 65   | Mercedes-Benz   | Minibus  | 1      | 2005                            | Euro 6     | 2014             | Véhicules no 2005 rachetés à Globe en 2024                      |       |
| Sprinter City 75   | Mercedes-Benz   | Minibus  | 1      | 2085                            | Euro 6     | 2021             |                                                                 |       |
| Novus Cityline LW  | Altas Auto      | Minibus  | 7      | 2091-2094, 2195-2197            | Électrique | 2023, 2024       | Minibus électriques sur châssis Sprinter.                       |       |

Odier
Les véhicules sont achetés par la maison-mère, le groupe Alsa.
| Modèle             | Constructeur(s) | Type     | Nombre | Numéros de parc      | Norme Euro | Mise en service | Remarques                                                | Image |
| ------------------ | --------------- | -------- | ------ | -------------------- | ---------- | --------------- | -------------------------------------------------------- | ----- |
| Citaro Facelift    | Mercedes-Benz   | Standard | 2      | 503, 981             | Euro 5     | 2011            | Véhicules nos 503,981 rachetés à Genève-Tous en 2024.    |       |
| Citaro K Facelift  | Mercedes-Benz   | Midibus  | 3      | 940-942              | Euro 5     | 2009            | Véhicules rachetés à RATP Dev en 2023.                   |       |
| Lion's City        | MAN Truck & Bus | Standard | 2      | 1927, 1938           | Euro 5/6   | 2013            | Véhicules nos 1927,1938 rachetés à Genève-Tours en 2024. |       |
| Lion's City G      | MAN Truck & Bus | Articulé | 8      | 1951-1958            | Euro 6     | 2015            | Véhicules rachetés à RATP Dev en 2023.                   |       |
| Citaro C2 Hybrid   | Mercedes-Benz   | Standard | 6      | 2035-2040            | Euro 6     | 2019            |                                                          |       |
| ie bus 10,8        | Irizar          | Midibus  | 6      | 2112-2117            | Électrique | 2023            |                                                          |       |
| ie tram 12         | Irizar          | Standard | 7      | 2118-2124            | Électrique | 2023            |                                                          |       |
| eCitaro            | Mercedes-Benz   | Standard | 9      | 2125-2131, 2164-2165 | Électrique | 2023, 2024      |                                                          |       |
| Citaro K C2 Hybrid | Mercedes-Benz   | Midibus  | 2      | 2161-2162            | Euro 6     | 2023            |                                                          |       |
| Citaro G C2 Hybrid | Mercedes-Benz   | Articulé | 1      | 2163                 | Euro 6     | 2023            |                                                          |       |

GEM'Bus
Sous-traitant basé en France et immatriculant ses véhicules dans ce pays.
| Modèle            | Constructeur(s) | Type     | Nombre | Numéros de parc                                  | Norme Euro | Mise en service        | Remarques                                                                  | Image |
| ----------------- | --------------- | -------- | ------ | ------------------------------------------------ | ---------- | ---------------------- | -------------------------------------------------------------------------- | ----- |
| Citaro K Facelift | Mercedes-Benz   | Midibus  | 3      | 925,945-946                                      | Euro 5     | 2011                   | Véhicules rachetés à RATP Dev en 2023.                                     |       |
| Citaro Facelift   | Mercedes-Benz   | Standard | 1      | 1916                                             | Euro 5     | 2012                   | Véhicules no 1916 racheté à RATP Dev en 2023.                              |       |
| Citaro C2         | Mercedes-Benz   | Standard | 15     | 1920, 1922-1923, 2018-2019, 2029-2031, 2215-2221 | Euro 5/6   | 2012, 2018, 2024, 2025 | - Véhicules nos 1920-1923,2018-2019,2029-2031 rachetés à la RDTA en 2023.  |       |
| Citaro G C2       | Mercedes-Benz   | Articulé | 24     | 1984-1990, 2198-2214                             | Euro 6     | 2017, 2024, 2025       |                                                                            |       |
| Lion's City       | MAN Truck & Bus | Standard | 8      | 1959-1961, 2022-2025, 2028                       | Euro 5/6   | 2017, 2019             | - Véhicules nos 1959-1961, 2023, 2025 et 2028 rachetés à RATP Dev en 2023. |       |
| Lion's City M     | MAN Truck & Bus | Midibus  | 1      | 1962                                             | Euro 6     | 2015                   | Véhicule racheté à RATP Dev en 2023.                                       |       |
| Citaro K C2       | Mercedes-Benz   | Midibus  | 3      | 2026-2027, 2222                                  | Euro 6     | 2018, 2025             |                                                                            |       |

RDTA
Sous-traitant basé en France et immatriculant ses véhicules dans ce pays.
| Modèle                        | Constructeur(s) | Type     | Nombre | Numéros de parc                 | Norme Euro | Mise en service | Remarques | Image |
| ----------------------------- | --------------- | -------- | ------ | ------------------------------- | ---------- | --------------- | --------- | ----- |
| Citaro G Facelift             | Mercedes-Benz   | Articulé | 3      | 958-960                         | Euro 5     | 2010            |           |       |
| Citaro G C2                   | Mercedes-Benz   | Articulé | 11     | 2013-2017, 2032-2034, 2041-2043 | Euro 6     | 2018, 2019      |           |       |
| Lion's City G EfficientHybrid | MAN Truck & Bus | Articulé | 7      | 2069-2075                       | Euro 6     | 2021            |           |       |

#### Réformé
En près de 80 ans d'existence, une vingtaine de modèles commandés par la CGTE puis par les TPG ont autrefois sillonnés les rues genevoises. Ce tableau n'intègre pas les anciens véhicules des sous-traitants, les remorques routières et les divers minibus.
| Modèle         | Constructeur(s)         | Type        | Nombre | Numéros de parc | Mise en service | Réforme                               | Remarques | Image |
| -------------- | ----------------------- | ----------- | ------ | --- | --------------- | ------------------------------------- | --- | ----- |
| type 1928      | Saurer                  | Standards   | 3      | 1-3 à partir de 1958 : inconnu                                                                                             | 1928-1930       | années 1960 ?                         | |       |
| type 1931      | Saurer                  | Standards   | 3      | 11-13 à partir de 1958 : inconnu                                                                                           | 1931-1932       | années 1960 ?                         | |       |
| type 1937      | Saurer                  | Standards   | 8      | 15-16, 21-26 à partir de 1958 : 904-905, 911-916                                                                           | 1937            | années 1960 1970 (904, 911)           | Les 904 et 905 sont moins larges, car au gabarit CarPostal : 2,2 m au lieu de 2,4 m.                                                                                           |       |
| type 1949-1950 | Saurer/Berna            | Standards   | 20     | 40-59 à partir de 1958 : 921-940 en 1972 : 927 renuméroté 40 (véhicule école) en 1974 : 924 renuméroté 24 (véhicule école) | 1949-1950-1955  | 1976                                  | - Les 921 à 933 sont capables de tracter les remorques ; - Les 934 à 940 sont plus récents et ont un design un peu différent ; - Premiers bus « Normalisés Suisse » du réseau. |       |
| Diwabus,       | Saurer/Hess/R+J-Lauber  | Standards   | 27     | 941-967 | 1958-1961       | années 1980                           | |       |
| PH 100         | Berliet                 | Standards   | 15     | 401-415 | 1962            | 1974 (402, 409, 410, 412 et 413) 1976 | |       |
| Diwabus        | Saurer                  | Standards   | 15     | 971-996 (Série 42) | 1962-1963       | années 1980 ?                         | |       |
| —              | Saurer/Hess/R+J-Lauber, | Standards   | 30     | 421-438, 441-452 | 1969-1970       | vers 1991                             | |       |
| —              | Leyland/DAB             | Standards   | 24     | 461-484 | 1970-1971       | 1987                                  | |       |
| —              | Saurer/Leyland          | Standards   | 31     | 201-231 | 1974            | 1991                                  | |       |
| Articulé       | FBW                     | Articulé    | 29     | 101-129 | 1975            | années 1990 ?                         | |       |
| Standard       | FBW                     | Standard    | 22     | 241-262 à partir de 1987 : 531-552 (Série 47)                                                                              | 1980            | années 1990 (531, 542, 550) 2000      | |       |
| Articulé       | FBW                     | Articulé    | 27     | 131-157 | 1981-1982       | 2000                                  | |       |
| B10 M          | Volvo                   | Articulé    | 25     | 161-185 | 1985            | 2000                                  | |       |
| O 405          | Mercedes-Benz           | Standard    | 39     | 561-600 (Série 48) | 1988            | vers 2008-2010 ?                      | |       |
| O 405 G        | Mercedes-Benz           | Articulé    | 47     | 251-298 (Série 54) | 1988            | vers 2011 ?                           | |       |
| R312           | Renault VI              | Standards   | 34     | 401-434 | 1991            | 2007                                  | |       |
| O 405 GN       | Mercedes-Benz           | Articulé    | 24     | 201-221 (GN), 222-224 (GN2) (Série 55)                                                                                     | 1993            | vers 2013 ?                           | Véhicules finalisés aux ateliers des TPG. |       |
| 7000 A         | Volvo                   | Articulé    | 90     | 301-390 | 2000-2002       | 2008-2009                             | - Achat en leasing ; - Une partie a été revendue au sous-traitant Dupraz en 2009, puis réformée en 2016 ; - 10 exemplaires sont revenus en 2011, en location.                  |       |
| NewAGG300      | Van Hool                | Bi-articulé | 5      | 101-105 (Série 57) | 2005            | 2018                                  | Affectés exclusivement à la ligne E. |       |

#### Véhicules préservés
Le Club genevois des autobus de collection (CGAC) conserve trois véhicules :
- Le Saurer « Ceinture » no 452 ;
- Le FBW no 549 ;
- Le Saurer « Diwabus » no 986.

De son côté, l'association Rétrobus Léman conserve 16 véhicules dont deux remorques routières :
- Les Saurer « Diwabus » nos 944, 965 et 987 ;
- Les Saurer nos 422, 427 et 448 ;
- Les FBW articulés nos 105, 112 et 125 ;
- Les FBW standards nos 535, 538, 548, 551 et 552 ;
- Les remorques nos 511 et 513.

## Projets
Plusieurs projets majeurs de développement du réseau d'autobus genevois sont en cours ou planifiés, ils sont listés ci-dessous.

### Bus à haut niveau de service
Afin de faire face à la dégradation du temps de trajet de la ligne F qui relie Genève à Ferney-Voltaire et Gex en France, le tronçon français de la ligne sera progressivement aménagé en bus à haut niveau de service (BHNS) entre 2017 et 2020 avec la création de voies réservées et de divers aménagements accélérant la vitesse commerciale des bus. Ce projet a été mis sur la table en 2012, l'enquête publique a eu lieu en 2014.
Une fois terminé, la ligne sera réorganisée de la façon suivante :
- Une ligne « express » entre la gare de Genève-Cornavin et le centre-ville de Gex en heures de pointe, via la départementale 1005 réaménagée (un parc relais sera créé à Cessy) ;
- Une ligne dite de « desserte fine » fonctionnant toute la journée en desservant la même route et assurant en plus le cabotage dans Cessy et Gex avec son terminus dans la zone d'activités des Aiglettes comme la ligne F actuelle ;
- Une ligne dite de « renfort » entre Genève et le centre-ville de Ferney-Voltaire.

Le projet, dont les travaux à Gex et Cessy débutent à la fin de l'année 2017 après plusieurs années de report — au point que le projet semblait abandonné —, sont menés par le conseil départemental de l'Ain, en lien avec la communauté de communes du Pays de Gex pour les aménagements routiers, ainsi que le canton de Genève qui est impliqué dans le financement,,.
En 2021, un bus à haut niveau de service reliera Saint-Genis-Pouilly au terminus de la ligne 18 du tramway, au CERN. L'infrastructure de 2 km de long, qui coûtera entre 15 et 17 millions d'euros, nécessitera un an de travaux et remplace en 2018 le projet d'extension de la ligne de tramway précédemment citée, en raison de nombreuses réticences de la Confédération suisse. Ce projet, financé par la région Auvergne-Rhône-Alpes, le département de l'Ain et la communauté de communes du Pays de Gex devra toutefois être soumis aux autorités suisses pour le court tronçon entre le terminus du tramway et la frontière.
À l'horizon 2022 ou 2024, une ligne de bus à haut niveau de service devrait relier la gare de Genève-Cornavin à la commune de Vernier. Ce projet se voit accorder en septembre 2018 des financements, une partie d'une enveloppe globale de 103 millions de francs, de la Confédération dans le cadre du Grand Genève. Le plan d'action cantonal des transports pour la période 2020-2024 semble acter ce projet sous la forme d'une réorganisation de la ligne de trolleybus 19.
Deux autres projets de BHNS sont prévus d'ici 2024 : l'un entre Veyrier-Douane et Lancy-Pont-Rouge pour fin 2021 et l'autre sur l'axe Frontenex-Gare des Eaux-Vives pour 2024.

### Réorganisation du réseau de bus
L'extension de la ligne 15 du tramway à la ZIPLO puis à Saint-Julien-en-Genevois en 2023 et 2024 entraîneront des adaptations du réseau de bus.